# Франкські діалекти
Франкські діалекти (нім. Fränkische Sprachen) — збірна назва для позначення цілої групи західногерманських мов та діалектів, які з'явилися за часів Франкського королівства. До франкських діалектів відносять мови нідерландів і африкаанс, які походять від нижньофранкських діалектів, західно-середньонімецьких діалектів у складі середньонімецьких діалектів, і два перехідних діалекти від середньо- до південнонімецьких мов — східно- та південно-франкські.

## Історія розвитку

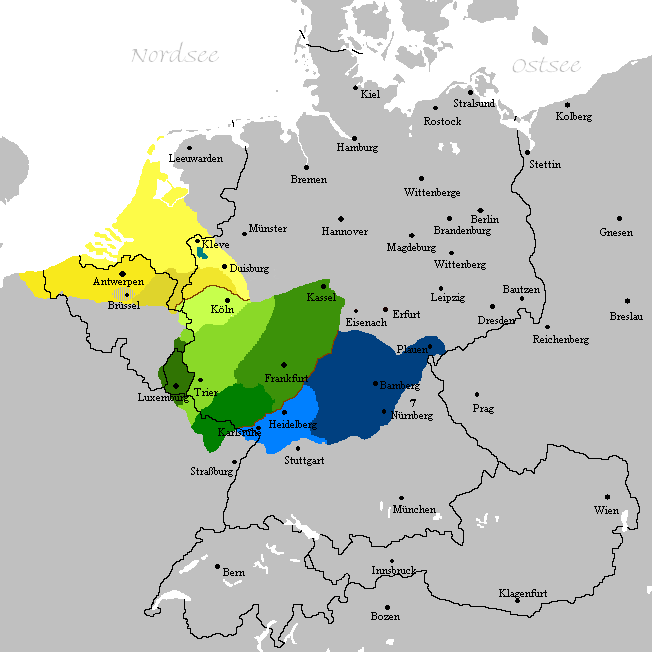
Поширення франкських діалектів: жовтим кольором позначені нижньофранкські діалекти, зеленим — франкські діалекти середньонімецького простору, синім — південнонімецькі франкські діалекти

Франкські діалекти походять від діалекту салічних франків раннього середньовіччя. Згідно з Ф. Енгельсом, найбільш первісні форми можна побачити у словниковому запасі давніх нижньо- і середньофранкських діалектів (ріпуарські, мозельфранкські). Поширюючись далі на південь, рейнфранкський та верхньонімецький франкські діалекти потрапили під сильний вплив алеманського, а у випадку зі східно-франкськими діалектами — баварського діалекту. Наприклад, франкська форма дифтонга uo (guot) витісняє в другій половині IX століття баварську форму ö (göt) та алеманську ua (guat). Вони мають більше спільного з південними сусідніми діалектами, ніж з франкськими діалектами середнього та південного Рейну, і тому вони об'єднані в одну групу з верхньонімецькими діалектами. Причина також у тому, що ці регіони були заселеними до франкського завоювання та колонізації алеманськими і баварськими поселенцями, а також іншими залишками мігрантів, яких при спробі увійти до Франкського королівства не лише не вигнали, але навіть навпаки прийняли. Таким чином, на походження франкського діалекту вплинули змішані верхньонімецькі діалекти нових франкських поселенців та поневолених старих, швебів та ельбськіх германців.
Широке поширення франкського діалекту вказує на його значення для формування спільної німецької мови. Під владою франків було сформовано середньовічну німецьку політичну систему, виникла спільна ділова мова між різними племінними територіями. Франки були тими, хто об'єднав всі східні області імперії, населені західнонімецькими великими племенами, заклавши тим самим основу для розвитку німецької нації. Нині на тій території, яку населяли франки, проживають також сакси (тобто вони проживають не лише в Саксонії), баварці, алемани, гесси та тюрінгці (вони майже втратили свою оригінальну мову). Ці народи перейняли елементи франкської мови та виявили зворотний вплив на неї далеко за межами її розповсюдження.

## Класифікація

### Нижньофранкський діалект
- Нідерландські мови (Нідерланди, Бельгія, Франція, Північний Рейн-Вестфалія) :

- Фламандська (Flämisch) та брабантська (Brabantisch) (Антверпен, Брюссель, південні Нідерланди, регіон Нор-Па-де-Кале у Франції)
- Пелла-олландська (Pella-Dutch) (Американський штат Айова)
- Африкаанс, який розвинувся з ранньої нідерландської мови. Зараз ним говорять у Південній Африці

- Південно-нижньонімецький (Нідерланди, північно-східна Бельгія, Північний Рейн — Вестфалія) :
- Клеверландський (Kleverländisch) (Східні Нідерланди, німецька частина нижньої течії Рейну)
- Лімбурзька (Limburgisch) (у нідерландському та бельгійському Лімбурзі, північніше Аахена, Менхенгладбаха і Дюссельдорфа) знаходиться південніше лінії Урдінгена.

### Середньонімецький франкський
- Середньофранкський:

- ріпуарські (Ripuarisch) (Велика територія Кельн — Бонн — Аахен, Бергіш-Гладбах, Леверкузен, нижня течія річки Зіґ та південна Гірська земля, частина Нордейфеля та місцевість до Неєнара (Рейнланд-Пфальц), північна німецько-східна Бельгія, в Голландії міста Керкраде, Бохольт та Ваалс).
- Мозельфранкські (Moselfränkisch) (на півночі та заході Рейнланд-Пфальца, на північному заході Заарланда, на півночі гір Гунсрюк, в районі Мозеля у Франції (Лотарингія), в південнонімецькій — східно-бельгійській області, в горах Айфель та Вестервальд, а також в Зігерланді.
- Люксембурзька (Lëtzebuergesch) (Люксембург, Бельгія та Лотарингія у Франції)

У середньофранкських діалектах друге пересування приголосних поширилося ще не так широко, як, наприклад, в рейнфранкських. t і k наприкінці слова (wat/was , ik/ich), p на початку та кінці слова (pan/Pfanne, op/auf) залишилися незмінними. Літературне німецьке «переднє» ch (/ç/), навпаки, вимовляється майже у всій рейнській області як sch (ʃ).
- Рейнфранкські:

- Пфальцький (Pfälzisch) (Південь Рейнланд-Пфальц, на півдні гір Хунсрюк, на півдні та сході Заарланда — через легку носову вимову цей діалект називають заарландським, в Ельзасі і районі Мозеля у Франції, в графстві Курпфальц у Баден-Вюртемберзі, в Гессені та західній частині гір Оденвальд (Курпфальцькі діалекти). Сюди ж відноситься Пенсільванський (Pennsilfaanisch) — ним говорять в американських штатах Пенсільванія, Огайо, Індіана; в канадській провінції Онтаріо.

* Рейнськогессенський (Rheinhessisch) (Рейнська частина Гессена, в гессенському містечку Райнгау та навколо міста Вісбаден)
- Гессенський (Hessisch). Цей діалект розпадається на кілька гілок, які на все ширшому ареалі виявляють численні особливості. Південно-гессенський (від Дармштадта на півночі до баварського Ашаффенбурга на сході включно) — єдиний гессенський діалект, що зберіг рейнфранкський незмінним. У середньогессенському (навколо Марбурга та Гіссена) збереглося безліч архаїзмів, таких, як дифтонгізація довгих голосних (lieb-läib або Kuh-Kou). Нижньо- та північногессенські (навколо Касселя та Бад-Герсфельда), східно-гессенськіє (біля річки Фульди) діалекти межують з східно-франкськими і є гессінсько-східнофранксько-тюрінгським змішанням діалектів. На північний захід від Касселя, проходить межа між франкським та саксонським діалектом, частково там говорять нижньонімецьким або вестфальським діалектом.

У рейнськофранкському друге пересування приголосних сталося майже до тієї самої міри, що й у літературній німецькій. Тільки p на початку слова так і не зазнала змін (Pund/Pfund, Peffer/Pfeffer). Типовим для пфальцького та сусідніх діалектів є алеманнська š перед приголосними наприкінці слова (fascht, Poscht, Kaschte[n]). Це явище зустрічається і в південно-франкському.

### Південнонімецький франкський
- Східнофранкський (Ostfränkisch). З'явився зі злиття франкського, тюрінгського та баварського діалектів, їх племена зустрілися одне з одним в області Майна та оселилися разом. Східнофранкським говорять у франкський частині Баварії, кордон з баварським утворюють гори Фіхтель, річка Альтмюль і південні та середні Франкські гори. Кордон з гессенським проходить через гори Шпессарт. В Баден-Вюртемберзі говорять цим діалектом в районі Хоенлоеської долини і по берегах річки Таубер. Крім того, східнофранкським говорять у всій південній Тюрінгії, у всій південній частині гір Рен і в саксонському Фогтландв та Рудних горах. У побуті східнофранкський сьогодні називають просто франкським.

Південнофранкський (Südfränkisch). Він є групою неоднорідних перехідних діалектів північного Баден-Вюртемберга, на кордоні верхньо- і середньонімецького мовного простору. Вони виникли в напруженій області між швабсько-алеманським, рейнфранкським та Східнофранкським діалектами. Різні говірки сьогодні вузько обмежені та вживаються навколо таких центрів, як Карлсруе, Пфорцгайм, Гайльбронн та Крайхгау. У долині річки Енц південніше Пфорцхайма, де стикаються франкський та швабський, розмовляють енцфранкським (Enztalfränkisch) та енцшвабським (Enztalschwäbisch) (трапляються обидві назви). Раніше ця область була цілком франкською, частиною ранньосередньовічного Франкського королівства. Діалекти навколо Мосбаха та Бухена також відносять до південнофранкської групи.
У східно- і південнофранкському діалектах друге пересування приголосних пройшло до тієї самої міри, що й у літературній німецькій мові, тому їх і відносять до верхньонімецьких діалектів, за винятком приголосного b, який в південнофранкському все ще зберігся як w (haben — hawwe; hinüber — 'niewer; schreiben — schreiwe). За складом голосних вони, зазвичай, мають риси середньонімецьких діалектів, проте на периферії частково є дифтонгування голосних.